# Pancsehua
Pancsehua (egyszerűsített kínai írással: 攀枝花) prefektúra szintű város Kínában, Szecsuan tartományban. Lakosainak száma 1 212 203 fő (2020).

## Népesség
| 2010 | 1 214 121 |
| 2020 | 1 212 203 |